# Union sportive sainte-marienne
 (juillet 2017).
Si vous disposez d'ouvrages ou d'articles de référence ou si vous connaissez des sites web de qualité traitant du thème abordé ici, merci de compléter l'article en donnant les références utiles à sa vérifiabilité et en les liant à la section « Notes et références ».
 (indiquez la date de pose grâce au paramètre date).
Maillots
L'Union sportive sainte-marienne, ou USSM, est un club français de football basé à Sainte-Marie de La Réunion. Il est créé en 2004 à la suite de la fusion entre le SS Dynamo et le CS Sainte-Marie. Le club a participé en janvier 2011 à la Coupe de la Confédération africaine de football compétition où il s'incline lors du tour préliminaire face au club sud-africain du Bidvest Wits. L'équipe évolue au Stade Duparc.

## Historique

### Les débuts du club
En fin d'année 2003, alors que les clubs de la SS Dynamo et le CS Sainte-Marie sont en crise, la mairie de Sainte-Marie par l'intermédiaire de son maire souhaite la fusion des deux clubs afin de partir sur des nouvelles bases et permettre à la ville de rivaliser avec les grandes équipes de la Réunion. C'est à ce moment qu'est née l'Union Sportive de la Sainte-Marienne.
Le club fait ses débuts en Super D2 en 2004, l'équipe sera emmenée par Alex Augustine. Des débuts réussis puisque la Sainte-Marienne terminera 2e du championnat et accède pour la première fois de son histoire à la D1P la saison suivante.

### Apprentissage difficile en D1P
En 2005, Alex Augustine s'en va et laisse sa place à Farès Bousdira qui aura pour mission de maintenir l'US Sainte-Marienne en première division. La première partie de saison va s'annoncé cauchemardesque ou le club se retrouve relégable avec une seule victoire au compteur. La seconde partie de saison sonne leur réveil mais le maintien leur échappe pour 2 petits points seulement. Ils sont relégués la saison suivante en Division 2 Régionale.

### Renaissance et premiers titres
Lors de la saison 2006, Bousdira reste aux commandes de l'équipe et l'objectif des sainte-mariens est de revenir en D1P. Des débuts ratès et le doute s'installe, mais finalement les « Blaugranas Peï » feront une deuxième partie de saison en boulet et parviendra à décrocher son ticket pour la D1P seulement un an après l'avoir quitté.
En 2007, tout juste promus en D1P, les saintes-mariens réussissent à gagner la Coupe régionale de France face à l'AS Marsouins. Pour le 7e tour de la Coupe de France, ils perdent face au FC Mulhouse, club de CFA, 0-1. Le club aura fait des résultats réguliers, ce qui leur permet de rester de l'élite du foot réunionnais ces dernières saisons.
Début 2010, Farès Bousdira quitte le club et les dirigeants sainte-mariens s'attachent les services de Djamal Bendouma. Une saison quasi parfaite puisque le club termine deuxième et remporte la Coupe de la Réunion face à l'USST 1-0.
Lors de la saison 2011, les saintes-mariens ont fini le championnat troisième.
La saison suivante sera marquée par une entame de championnat ratée mais qui se terminera une nouvelle fois sur le podium pour eux (3e). En 2013, après trois ans sans trophées, l'équipe emmenée par Fred Bachelier remporte la coupe régionale de France et également le championnat de la Réunion que les blaugranas peï gagnent pour la première fois. L'équipe réunionnaise crée l'exploit en battant l'équipe du Paris FC alors pensionnaire de National, 2-0, lors du 7e tour de la Coupe de France 2013-2014. L'équipe s'inclinera ensuite à Raon-l'Étape 4 buts à 1 pour le huitième tour. La saison 2015 sera marquée par le sacre en coupe régionale de France mais surtout le très beau parcours en Coupe de France 2015-2016 ou le club atteint les 32e de finale et s'inclinera 2-0 contre le Gazélec Ajaccio.

## Palmarès
- Championnat de La Réunion (1)
  - Champion : 2013
  - Vice-Champion : 2010, 2019
- Coupe de La Réunion (1)
  - Vainqueur : 2010,
- Coupe régionale de France (4)
  - Vainqueur: 2007, 2013, 2015, 2019